# بوشيني جعيد
بوشيني جعيد (الاسم العلمي: Puccinia rugulosa) هو نوع من الفطريات يتبع جنس البوشيني من فصيلة البوشينية.